# Emmett Vogan

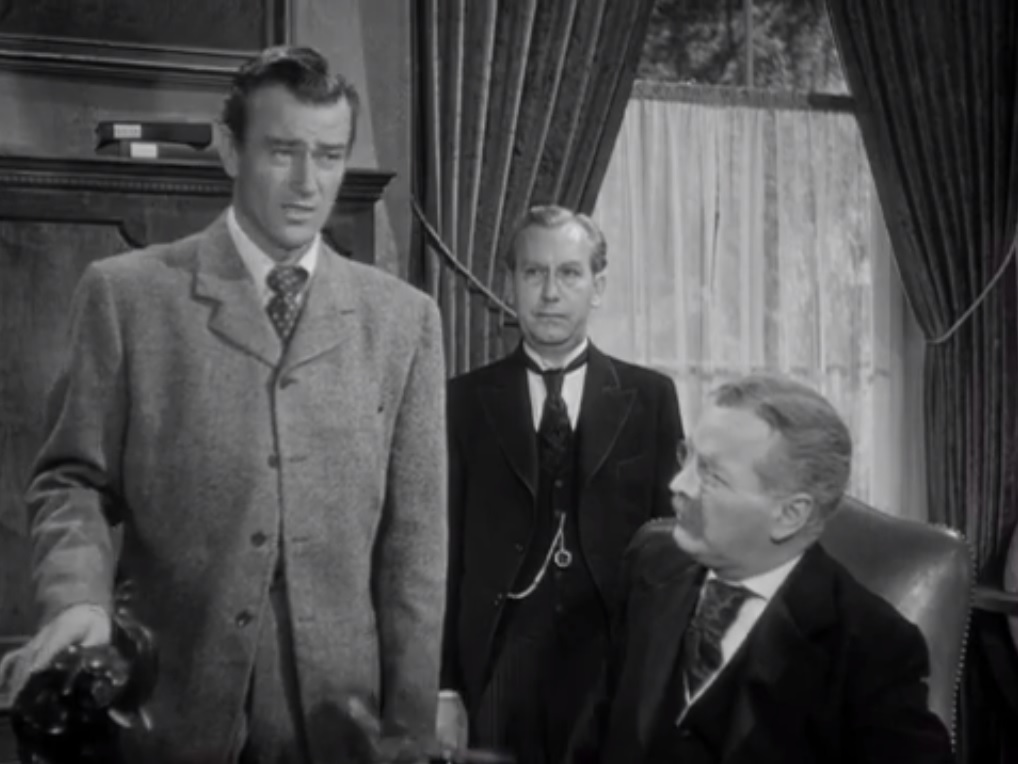
De g. à d. : John Wayne, Emmett Vogan et Sidney Blackmer, dans La Ruée sanglante (1943)

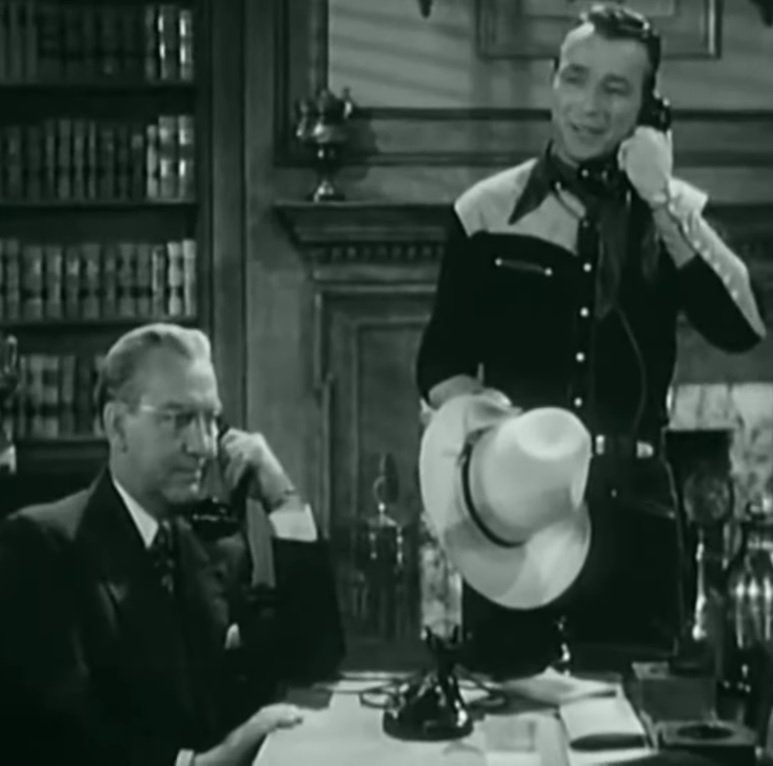
Avec Roy Rogers (debout), dans Utah (1945)

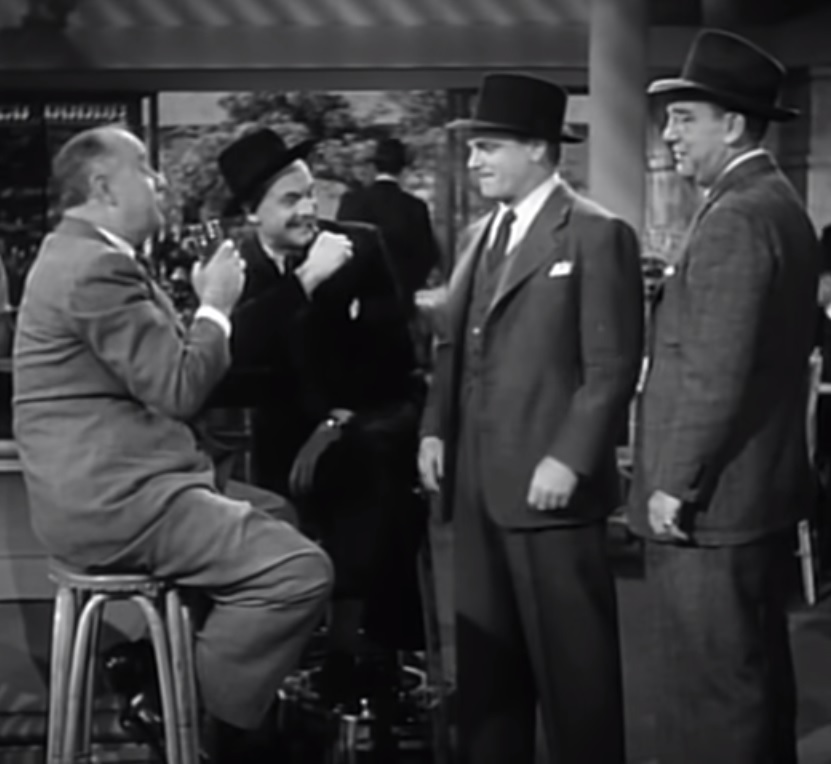
De g. à d. : Arthur Loft, Billy Wayne, James Cagney et Emmett Vogan, dans Du sang dans le soleil (1945)

Charles Emmett Vogan (né le 27 septembre 1893 à Lima, Ohio) et mort le 6 octobre 1969 à Los Angeles, Californie), est un acteur américain.

## Biographie
Emmett Vogan début au théâtre au cours des années 1910, notamment dans le répertoire du vaudeville. Puis au cinéma, à l'instar de Bess Flowers, il contribue comme second rôle (souvent non crédité) à près de cinq-cent films américains ; ses quinze premiers sortent en 1934, dont Le capitaine déteste la mer de Lewis Milestone (avec Victor McLaglen et Wynne Gibson) ; son dernier est Passé perdu de Roy Rowland (1956, avec James Cagney et Barbara Stanwyck).
Dans l'intervalle, mentionnons La Révolte de Lloyd Bacon (1937, avec Pat O'Brien et Humphrey Bogart), Une femme à poigne de Frank Lloyd (1941, avec Loretta Young et Robert Preston), Le Grand Sommeil d'Howard Hawks (1946, avec Humphrey Bogart et Lauren Bacall) et Something for the Birds de Robert Wise (1952, avec Victor Mature et Patricia Neal).
Enfin, à la télévision américaine, il apparaît dans dix-huit séries de 1948 à 1957, dont Les Aventuriers du Far West (un épisode, 1955).
Emmett Vogan meurt en 1969, à 76 ans.

## Filmographie partielle

### Cinéma

#### 1934-1939
- 1934 : L'Ennemi public no  1 (Manhattan Melodrama) de W. S. Van Dyke : l'assistant du procureur de district
- 1934 : Le capitaine déteste la mer (The Captain Hates the Sea) de Lewis Milestone : le médecin du navire
- 1934 : Mariage secret (The Secret Bride) de William Dieterle : le caissier
- 1935 : Toute la ville en parle (The Whole Town's Talking) de John Ford : un journaliste
- 1935 : Agent spécial (Special Agent) de William Keighley : Thompson
- 1935 : Gosse de riche (She Couldn't Take It) de Tay Garnett : un journaliste
- 1936 : Aventure à Manhattan (Adventure in Manhattan) d'Edward Ludwig : Lorimer
- 1936 : Épreuves (Next Time We Love) d'Edward H. Griffith : le barman
- 1936 : L'Homme à l'héliotrope (Forgotten Faces) d'Ewald André Dupont : le secrétaire
- 1936 : Charlie Chan à l'Opéra (Charlie Chan at the Opera) de H. Bruce Humberstone : Smitty
- 1937 : L'Amour en première page (Love Is News) de Tay Garnett : un vendeur
- 1937 : La Révolte (San Quentin) de Lloyd Bacon : le capitaine
- 1937 : Une certaine femme (That Certain Woman) d'Edmund Goulding : Tilden
- 1938 : Mam'zelle vedette (Rebecca of Sunnybrook Farm) d'Allan Dwan : le directeur des programmes
- 1938 : Female Fugitive de William Nigh : Leonard
- 1938 : Le Jeune docteur Kildare (Young Dr. Kildare) de Harold S. Bucquet : le détective Herman
- 1938 : Joyeux Compères (Cowboy from Brooklyn) de Lloyd Bacon : l'annonceur au haut-parleur
- 1939 : Laissez-nous vivre (Let Us Live) de John Brahm : le caissier de la banque
- 1939 : Mélodie de la jeunesse (They Shall Have Music) d'Archie Mayo : le chef de police adjoint
- 1939 : À chaque aube je meurs (Each Dawn I Die) de William Keighley : le procureur
- 1939 : Agent double (Espionage Agent) de Lloyd Bacon : l'instructeur

#### 1940-1949
- 1940 : Vendredi 13 (Espionage Agent) de Lloyd Bacon : le détective Carpenter
- 1940 : Margie d'Otis Garrett et Paul Gerard Smith : M. White
- 1940 : La Vie de Thomas Edison (Edison, the Man) de Clarence Brown : le secrétaire
- 1940 : L'Homme qui parlait trop (The Man Who Talked Too Much) de Vincent Sherman : le premier chapelain
- 1940 : Poings de fer, cœur d'or (Sailor's Lady) d'Allan Dwan : le médecin militaire
- 1940 : Howard le révolté (The Howards of Virginia) de Frank Lloyd : un représentant de la chambre
- 1941 : La Chanson du passé (Penny Serenade) de George Stevens : Carter
- 1941 : Les Oubliés (Blossoms in the Dust) de Mervyn LeRoy : M. Bedlow
- 1941 : Une femme à poigne (The Lady from Cheyenne) de Frank Lloyd : Stanton
- 1941 : Dressed to Kill d'Eugene Forde : Smiley Joe Bishop
- 1941 : L'amour vient en dansant (You'll Never Get Rich) de Sidney Lanfield : Jenkins
- 1941 : L'Île de l'épouvante (Horror Island) de George Waggner : l'étranger
- 1941 : Passez muscade (Never Give a Sucker an Even Break) d'Edward F. Cline : l'ingénieur
- 1941 : J'épouse ma femme (Bedtime Story) d'Alexander Hall : Mike Sadden
- 1942 : L'Assassin au gant de velours (Kid Glove Killer) de Fred Zinnemann : le détective Novak
- 1942 : Blue, White and Perfect d'Herbert I. Leeds : Charlie
- 1942 : Tueur à gages (This Gun for Hire) de Frank Tuttle : Sergent Charlie Carlisle
- 1942 : Give Out, Sisters d'Edward F. Cline : Batterman
- 1942 : Gentleman Jim de Raoul Walsh : un régisseur
- 1942 : La Tombe de la Momie (The Mummy's Tomb) d'Harold Young : le coroner
- 1942 : Les bourreaux meurent aussi (Hangmen Also Die!) de Fritz Lang : l'otage aux lunettes
- 1943 : Margin for Error d'Otto Preminger : l'expert en empreintes digitales
- 1943 : La Ruée sanglante (In Old Oklahoma) d'Albert S. Rogell : un conseiller du président Roosevelt
- 1943 : Dixie Dugan d'Otto Brower : un vendeur
- 1943 : Dangerous Blondes de Leigh Jason
- 1943 : Cosmo Jones in the Crime Smasher de James Tinling : le commissaire Gould
- 1944 : L'Imposteur (The Impostor) de Julien Duvivier : un officier
- 1944 : Invitation à la danse (Lady, Let's Dance) de Frank Woodruff : Stack
- 1944 : Meurtre dans la chambre bleue (Murder in the Blue Room) de Leslie Goodwins : Hannagan
- 1944 : Les Nuits ensorcelées (Lady in the Dark) de Mitchell Leisen : un journaliste
- 1944 : Le Fantôme de la Momie (The Mummy's Ghost)de Reginald Le Borg : le coroner
- 1944 : Casanova le petit (Casanova Brown) de Sam Wood : le médecin
- 1944 : Faces in the Fog de John English : le capitaine Roberts
- 1945 : Behind City Lights de John English : Jones
- 1945 : Laurel et Hardy toréadors (The Bullfighters) de Mallcolm St. Clair : le procureur
- 1945 : The Lady Confesses de Sam Newfield : le capitaine Brown
- 1945 : Charlie Chan sur la piste sanglante (The Scarlet Clue) de Phil Rosen : M. Hamilton
- 1945 : La Belle de San Francisco (Flame of Barbary Coast) de Joseph Kane : Gleason
- 1945 : The Woman Who Came Back de Walter Colmes (en) : Dr Peters
- 1945 : Du sang dans le soleil (Blood on the Sun) de Frank Lloyd : le journaliste Johnson
- 1945 : Night Club Girl d'Edward F. Cline : Cass
- 1945 : Le Poison (The Lost Weekend) de Billy Wilder : un médecin
- 1945 : Utah (en) de John English : le chef de la police à Chicago
- 1945 : Les Sacrifiés (They Were Expendable) de John Ford et Robert Montgomery : le médecin naval
- 1945 : La Rue rouge (Scarlet Street') de Fritz Lang : le procureur
- 1946 : Le Grand Sommeil (The Big Sleep) d'Howard Hawks : le sergent Ed
- 1946 : Hop Harrigan de Derwin Abahams (en) (serial) : J. Westly Arnold
- 1946 : Dangerous Money (en) de Terry O. Morse : le professeur Martin
- 1946 : Les Enchaînés (Notorious) d'Alfred Hitchcock : un journaliste
- 1946 : L'Impératrice magnifique (Magnificent Doll) de Frank Borzage : M. Gallentine
- 1946 : The Crimson Ghost de William Witney et Fred C. Brannon (serial) : Anderson
- 1946 : Le Roman d'Al Jolson (The Jolson Story) d'Alfred E. Green : Jonsey
- 1947 : Au carrefour du siècle (The Beginning of the End) de Norman Taurog : le médecin militaire
- 1947 : J'accuse cette femme (Mr. District Attorney) de Robert B. Sinclair : l'avocat Harper
- 1947 : Embrassons-nous (I Wonder Who's Kissing Her Now) de Lloyd Bacon : Harris
- 1947 : Mon loufoque de mari (Her Husband's Affairs) de S. Sylvan Simon : M. Miller
- 1948 : Rose d'Irlande (My Wild Irish Rose) de David Butler : un médecin
- 1948 : Les Reines du music-hall (Ladies of the Chorus) de Phil Karlson : un médecin
- 1949 : Batman et Robin (New Adventures of Batman and Robin, the Boy Wonder) de Spencer Gordon Bennet (serial) : M. Williams
- 1949 : L'Indésirable Monsieur Donovan (Cover Up) d'Alfred E. Green : Blakely
- 1949 : Un crack qui craque (Sorrowful Jones) de Sidney Lanfield : le psychiatre

#### 1950-1956
- 1951 : Le Môme boule-de-gomme (The Lemon Drop Kid) de Sidney Lanfield et Frank Tashlin : Rupert
- 1951 : Je veux un millionnaire (A Millionaire for Christy) de George Marshall : un journaliste
- 1952 : Un refrain dans mon cœur (With a Song in My Heart) de Walter Lang : le médecin américain
- 1952 : L'Homme à la carabine (Carbine Williams) de Richard Thorpe : M. Swanson
- 1952 : Un garçon entreprenant (Young Man with Ideas) de Mitchell Leisen : M. Bowker
- 1952 : Something for the Birds de Robert Wise : le sénateur Beecham
- 1953 : La Rivière de la poudre (Powder River) de Louis King : un shérif-adjoint
- 1953 : Traqué dans Chicago (City That Never Sleeps) de John H. Auer : un médecin
- 1954 : La Roulotte du plaisir (The Long, Long Trailer) de Vincente Minnelli : M. Bolton
- 1954 : Le Maître du monde (Tobor the Great') de Lee Sholem : un membre du congrès
- 1954 : Sabrina de Billy Wilder : un membre du conseil d'administration
- 1956 : Passé perdu (These Wilder Years) de Roy Rowland : J. T., membre du conseil d'administration

### Télévision
(séries)

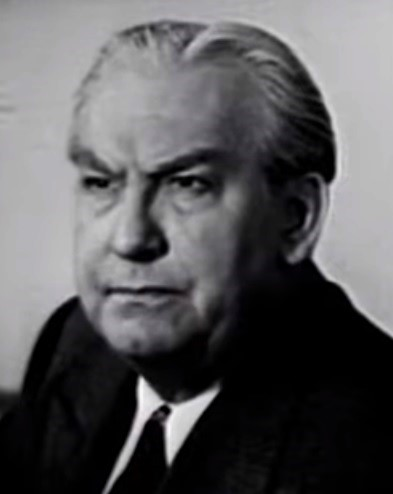
Dans Racket Squad, épisode Babies for Sale (1951)

- 1951 : Racket Squad (en), saison 2, épisode 10 Babies for Sale de George Blair : M. Gilbin
- 1955 : Studio One, saison 7, épisode 19 Cela peut arriver demain (It Might Happen Tomorrow) de Franklin J. Schaffner
- 1955 : Schlitz Playhouse of Stars, saison 5, épisode 3 Two-Bit Gangster de Reginald Le Borg
- 1955 : Les Aventuriers du Far West (Death Valley Days), saison 4, épisode 3 A Killing in Diamonds de Stuart E. McGowan : William Ralston
- 1956-1957 : Crossroads (en)
  - Saison 1, épisode 32 Lifeline (1956) de Ralph Murphy : le directeur
  - Saison 2, épisode 20 In God We Trust (1957 : le sénateur Ross) de Jus Addiss et épisode 38 Patchwork Family (1957 : Landry) de Ralph Murphy